# Шипилов, Андрей Михайлович
Андрей Михайлович Шипилов — советский и российский писатель-сатирик, редактор, журналист.

## Биография
Андрей Шипилов родился 2 мая 1961 года в Москве. В 1978 году поступил в МИРЭА на радиофакультет, который окончил в 1984 году.
В институте начал комсомольскую карьеру, возглавлял студенческое научное общество факультета, был внештатным инструктором МГК ВЛКСМ.
В 1987—1989 годах обучался на семинаре Андрея Кучаева при Московской организации Союза писателей СССР. Начиная с 1987 года активно публикуется в разделе сатиры и юмора (под руководством Льва Новожёнова) газеты «Московский комсомолец», как писатель-сатирик выступает на радио. С 1989 года занимал должность председателя ревизионной комиссии при профкоме Литфонда СССР. В том же 1989 году стал членом правления вновь созданного Союза литераторов России. С 1990 года по 1996 возглавлял издательство Союза Литераторов.
В 1996—2000 годах работал в Издательском доме «Компьютерра», сначала на должности заместителя главного редактора еженедельника, а затем главным редактором онлайнового издания «Компьютерра онлайн». В 2000—2005 годах возглавлял созданный им журнал «Цифровое фото». В 2006 году вновь вернулся в Издательский дом «Компьютерра» на должность главного редактора «Бизнес-журнал онлайн», но через полгода покинул его.
Начиная с 2000 года параллельно с журналистской деятельностью активно занимается стартапами в интернете. При финансовом содействии платёжной системы WebMoney запустил сервисы Плати.Ру, DigiSeller, Дом Доменов. В 2007 году в качестве антипода Премии Рунета Андрей Шипилов учредил Антипремию Рунета.
В начале 2010-х годов Андрей Шипилов занимался в основном преподавательской деятельностью, продолжал активно публиковаться. Вёл авторские колонки на Маниньюс, Финаме, Инфобуме. Сотрудничал с изданием «Коммерсантъ Деньги». В настоящее время живёт в Пафосе на Кипре. После украинского Евромайдана перешёл в активную оппозицию российским властям, сотрудничает с Kasparov.ru, Grani.ru и прочими оппозиционными сайтами, создал на Facebook собственную оппозиционную страницу, на которую подписаны более 25000 человек.
В 2015 начал публиковать на своём сайте «Очерки о жизни реальной мировой закулисы, написанные её функционером в рамках служебного задания», а в 2016—2017 опубликовал там роман «И Упало Слово».

## Интересные факты
- В профессиональном сетевом конкурсе РОТОР блог Андрея Шипилова признан лучшим персональным сайтом 2009 года[2]. По результатам голосования Андрей Шипилов входил в «Двадцатку Рунета» 2009 и 2010 годов[3].